# ميغرو
مجموعة ميغرو (بالألمانية: MIGROS) هي تكتل من الشركات السويسرية في قطاع تجارة التجزئة. هذه هي أكبر شركة توزيع في سويسرا (37٪ من المواد الغذائية السويسرية) ثم منافسه كووب (35٪).شعارها هو حرف M باللون البرتقالي، ومن ثم لقب ب«العملاق البرتقالي».

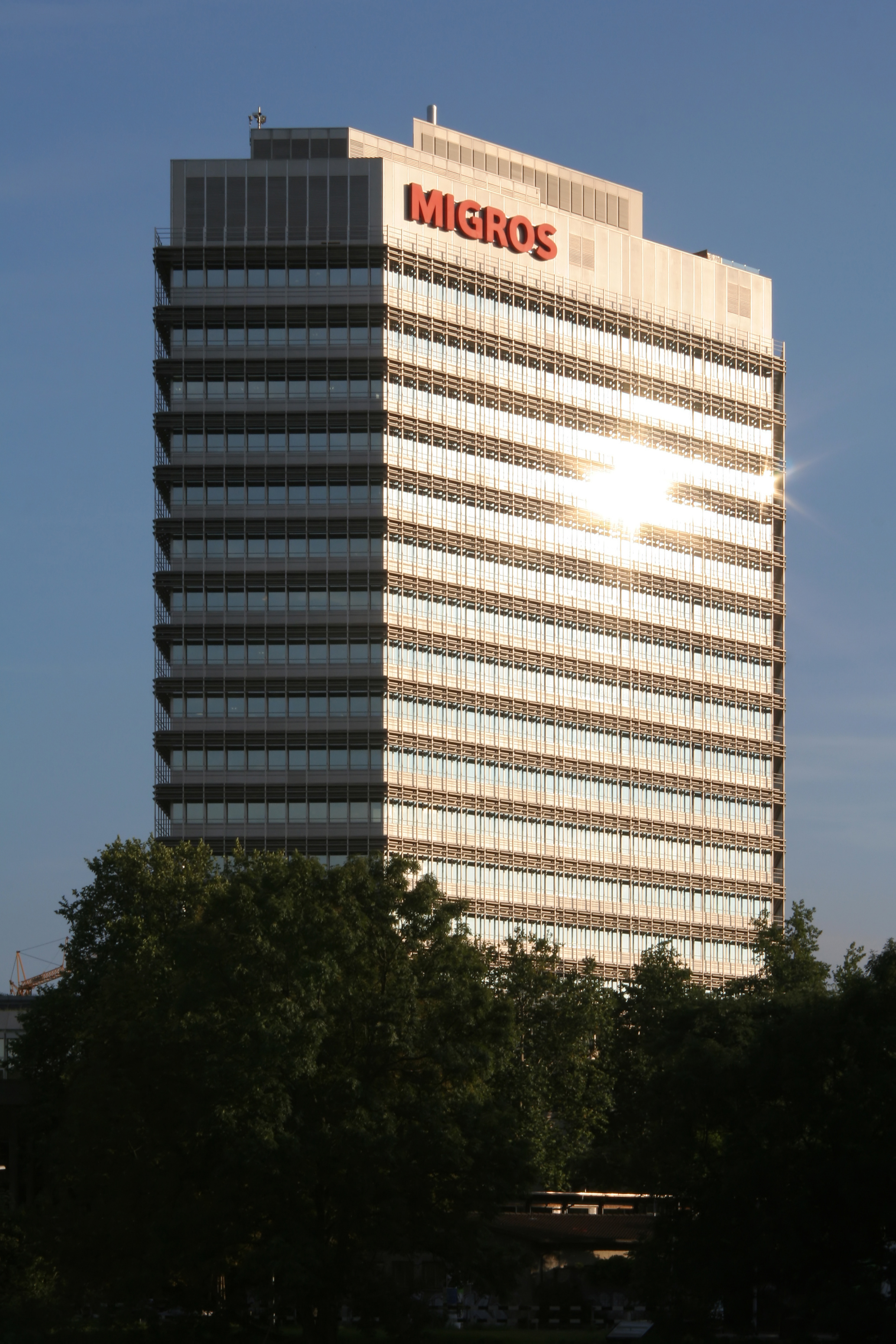
مقر ميغرو بزيورخ

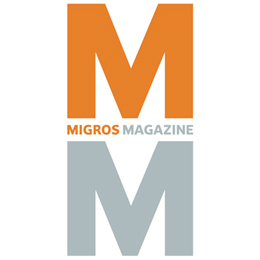
شعار مجلة ميغرو

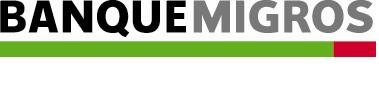
شعار بنك ميغرو

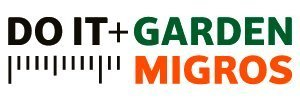
شعار ميغرو الحديقة

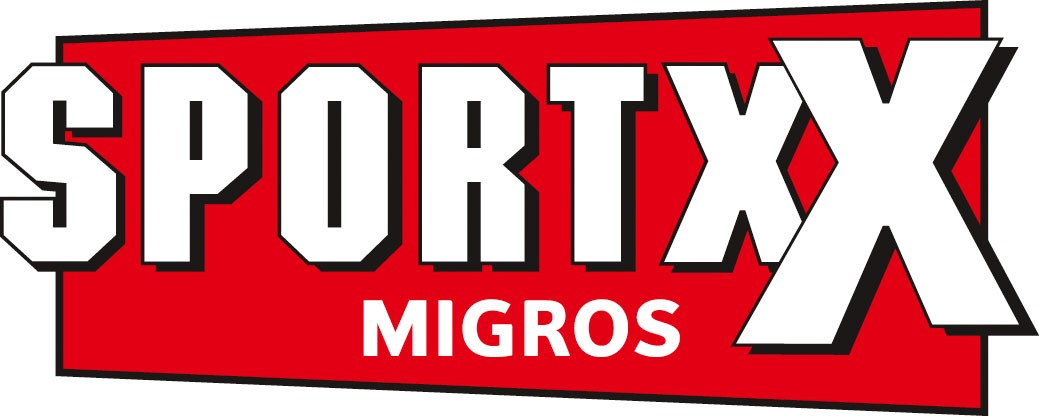
شعار ميغرو للمعدات الرياضية

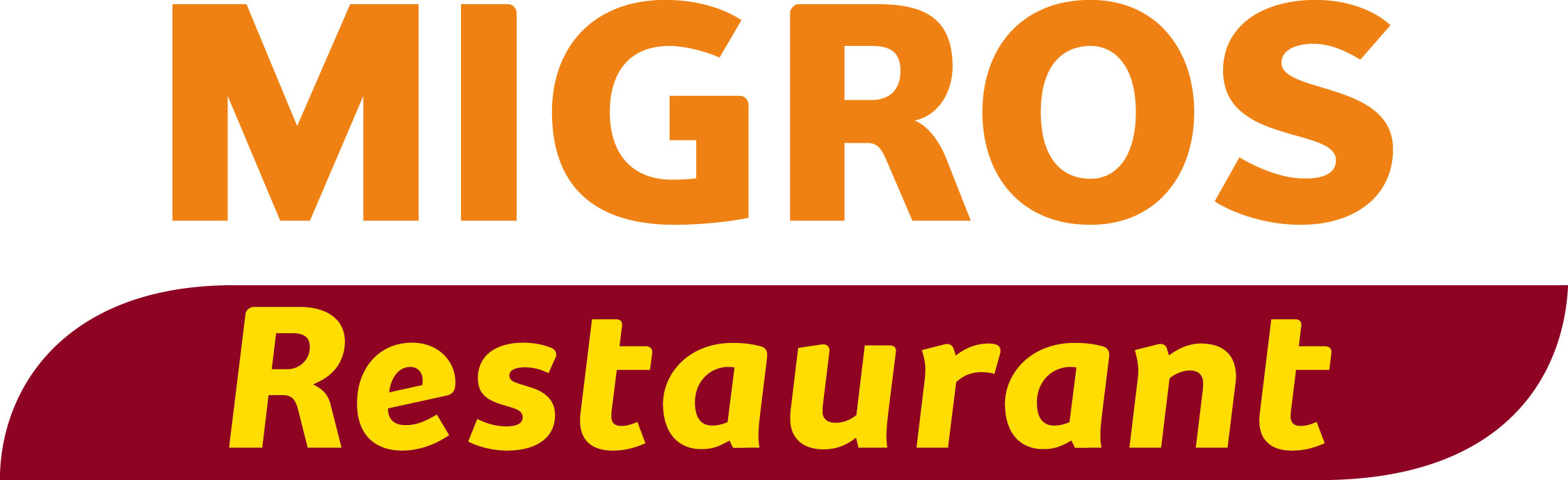
مطعم ميغرو

تأسست ميغرو في عام 1925 في زيوريخ كمشروع خاصة من قبل غوتليب، الذين لديهم فكرة بيع ستة فقط المواد الغذائية الأساسية بأسعار منخفضة لأصحاب المنازل الذين، في تلك الأيام، لم يكن لديك سهولة الوصول إلى الأسواق من أي نوع. في البداية انه باع الوحيد القهوة والأرز والسكر والمعكرونة وزيت جوز الهند والصابون من الشاحنات التي ذهبت من قرية واحدة أو قرية إلى أخرى. إستراتيجية لخفض التجارة المتوسطة. وكرد فعل على هذا التهديد، التي ميغرو إنشاء خط منتجاتها من السلع بدءا من اللحوم والحليب والشوكولاته. في وقت لاحق انه وسائقيه توسيع جردها وعام 1926 بني Duttweiler أول سوق له، وأيضا في زيورخ. متجره الثاني، في تيسان، كما أنها تأسست كمؤسسة تعاونية.